# Alain Barrat
Alain Barrat (* 1971) ist ein französischer theoretischer Physiker, der sich mit statistischer Mechanik im Nichtgleichgewicht, ungeordneten Systemen und komplexen Netzwerken befasst.

## Laufbahn
Barrat wurde 1996 an der Universität Paris VI (Pierre und Marie Curie) bei Marc Mézard über Spingläser promoviert (Quelques aspects de la dynamique hors d’équilibre des verres de spin). Als Post-Doktorand war er zwei Jahre am International Centre for Theoretical Physics (ICTP) in Triest und forschte danach für das Centre national de la recherche scientifique (CNRS); zuerst zehn Jahre am Labor für theoretische Physik der Universität Paris-Süd und danach am Centre de physique théorique in Marseille. Außerdem ist er am Labor für komplexe Netzwerke des Institute for Scientific Interchange in Turin tätig.
Er erforscht komplexe Netzwerke und deren Dynamik mit Anwendungen auf das Internet (wo er unter anderem Twitter- und Facebook-Netzwerke untersuchte), Transportnetzwerke, die Ausbreitung von Epidemien und soziale Netzwerke. Unter anderem entwickelte er eine Renormierungstheorie für Graphen. Daneben befasst er sich mit granularen Medien und Spingläsern.
2009 erhielt er den Paul-Langevin-Preis.

## Schriften
- mit Marc Barthèlemy, Alessandro Vespignani Dynamical processes on complex networks, Cambridge University Press 2008
- mit L. Dall’Asta, I. Alvarez-Hamelin, A. Vespignani The large scale structure of  the Internet, in G. Caldarelli, A. Vespignani (Herausgeber) Large scale structure and dynamics of complex networks: From Information Technology to Finance and Natural Science, World Scientific 2007
- mit V. Loreto Compaction of granular matter: a short review, and the Random Tetris Model, in F. Family, M. Daoud, H. Herrmann, H. E. Stanley Scaling and disordered systems, World Scientific 2001